# Halimah bint Abi Dhuayb

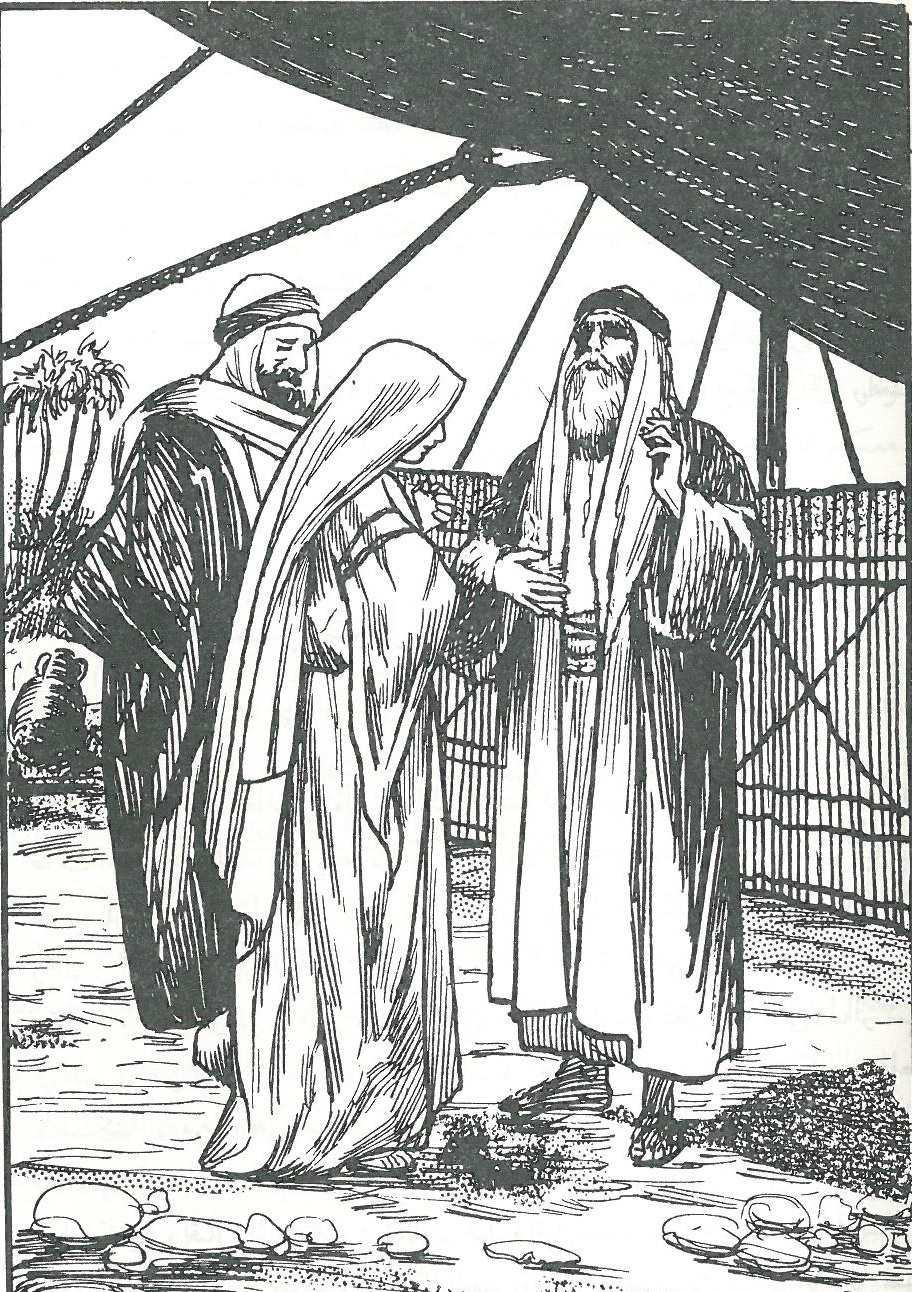
Representación de Tarikhuna bi-uslub qasasi-Halimah al-Sa‘diyah y el astrólogo.

Halímah bint Abi Dhu'ayb ˁAbdullah ibn al-Hárith ibn Shagna ibn Yaber ibn Razam ibn Nasera ibn Faseya ibn Nasr ibn Sa'ad ibn Bakr ibn Hawazin ibn Mansur ibn Ikrima ibn Jasfah ibn Qays ibn Ilan más conocida como Halímah al-Sa'díyah (en árabe: حليمة السعدية [Ḥalīmah bt. Abī Ḏuˀayb]) fue la madre adoptiva y la nodriza del profeta Mahoma. Halímah y su esposo eran de la tribu Sa'd b. Bakr, una subdivisión de la tribu Hawazin (una gran tribu árabe del Norte de Arabia).

## Descendencia
- Abdullah ibn al-Hárith.
- Anissa bint al-Hárith.
- Hothafa bint al-Hárith.

## Relación con Mahoma
Las nodrizas viajaban hacia La Meca desde el desierto para amamantar a los niños de las familias ricas. Ellas preferían que los padres de los niños a los que amamantaban aún estuvieran vivos. Aunque el padre de Mahoma había fallecido, Mahoma llegó a sus brazos 8 días después de haber nacido. Se crio en Hudaybíyah y después en Medina antes de ser devuelto a su madre, Amina bint Wahb, dos años después. Entonces Ámina le pidió que se lo quedara durante un tiempo más, para que el bebé creciera fuerte.
Años después de la muerte de la madre de Mahoma y del matrimonio de este con Jadiya, Halímah acudió a él a quejarse de su pobreza y la esposa de Mahoma, compadecida, le ofreció 40 ovejas. Después de que Mahoma recibiera su primera revelación, ella y su esposo se acercaron a él y no dudaron en abrazar el islam. Cuando ella visitaba a Mahoma, éste se quitaba su manto y lo ponía para que ella se sentara encima.

## Muerte
Falleció en el año 8 AH. Fue enterrada en el cementerio de Yánnat ul-Baqí en Medina, Arabia Saudita. Los restos de su hogar, donde creció Mahoma, aún se conservan.